# Đảo ngược Gauss-Matuyama

Các đảo cực địa từ hiện đại và thang địa thời tính bằng Ma (triệu năm)

Đảo ngược Gauss-Matuyama là một sự kiện địa chất xảy ra khoảng 2,588 ± 0,005 triệu năm trước, khi xảy ra đảo cực địa từ.
Sự kiện này phân cách tầng Piacenzia từ tầng Gelasia, và được Ủy ban quốc tế về địa tầng học (ICS) chọn là đánh dấu sự khởi đầu của kỷ Đệ Tứ, dùng trong định niên đại các trầm tích trẻ và hiện đại.

## Đặc trưng
Đảo ngược Gauss-Matuyama được xác định vào năm 1982, theo lõi khoan xoay 9 cm từ Searles Valley, California, Mỹ. Thành phần thạch học, cũng như bảo tồn và phục hồi tốt khối trầm tích cho phép nghiên cứu chi tiết về quá trình đảo ngược. Nó dẫn đến ước tính đảo ngược đã kéo dài khoảng 2000 năm. Và khoảng 2000 năm trước đó thì một sự đảo ngược ngắn cũng xảy ra kéo dài 2000 năm. Cường độ tương đối từ trường giảm ít nhất 70% trong suốt quá trình đảo chiều ngắn.
Gần đây các nghiên cứu cổ địa từ ở tầng trầm tích hoàng thổ Baoji (Trung Quốc) công bố năm 2014 cho thấy trong thời gian đảo ngược Gauss-Matuyama thì sự xê dịch (swing) cực địa từ xảy ra trong hai kỳ (episode) với cỡ 28 lần với "tần số cao" (rapid polarity swing). Nó cũng dẫn đến ước tính là quá trình đảo cực diễn ra trong thời gian khá dài là 11 ngàn năm.

## Tác động sinh học
Sự kiện này được đánh dấu bởi sự tuyệt chủng của tảo biển nanno vôi Discoaster pentaradiatus và D. surculus, cùng với một số loài khác.